# Svigermor
Svigermor kaldes éns ægtefælles mor. En svigermor har tilsvarende en svigerdatter eller svigersøn.
Forholdet til svigermor er en af de familierelationer, som ofte behandles i historier og sange, formentlig fordi relationen i sig rummer en potentiel generationskonflikt og i nogen grad interessemodsætning. 
Fordanskning af det tyske Schwiegermutter, som har betydningen "tæt tilknytning til anden mor".
| Familie | Spire Denne artikel om familie og parforhold er en spire som bør udbygges. Du er velkommen til at hjælpe Wikipedia ved at udvide den. |